# Face-Off (런의 음반)
《Face-Off》는 대한민국의 가수 런의 두 번째 EP이다. 2009년 10월 12일 티저 영상을 공개하였으며, 음반은 같은 해 10월 16일에 발매되었다.

## 특징
- 타이틀 곡인 〈강력한 그녀〉는 가수 이효리를 모델로 하여 쓰여졌다. 또한 이 곡을 알게 된 이효리의 요청에 의해 SBS의 예능 프로그램 일요일이 좋다 - 패밀리가 떴다에 이효리의 테마 곡으로 사용되었다. 기획사에서 음반 기획을 하며 당시 최고 섹시 스타인 이효리를 염두에 두고 곡을 만든 것으로 보인다.[2]
- 2번 트랙은 당시 무명이었던 같은 기획사의 가수 아이유가 피쳐링을 했다. 이후 런이 아이유 노래 〈좋은 날〉 일본어 버전 Good day 뮤직 비디오에 출연했다.
- 4번 트랙〈작은 정류장 (Remix)〉는 정규 음반 1집《Fire In My Heart》에 수록된〈작은 정류장〉을 재편곡한 것으로 런의 자작곡이다.런 특유의 음색이 가진 저음과 고음의 조화가 아름다운 곡이다.

## 수록곡
| #  | 제목                             | 작사           | 작곡   | 재생 시간 |
| -- | -------------------------------- | -------------- | ------ | --------- |
| 1. | 〈강력한 그녀〉                  | 원태연, H      | 남기상 | 3:05      |
| 2. | 〈그대는 예뻐요〉 (Feat. 아이유) | 안영민         | 안영민 | 3:19      |
| 3. | 〈Sexy Luv〉                     | 강전명, 남기상 | 남기상 | 3:57      |
| 4. | 〈작은 정류장〉 (Remix)          | 윤명선         | 런     | 4:42      |
| 5. | 〈강력한 그녀 #1〉               | 원태연         | 남기상 | 3:10      |
| 6. | 〈강력한 그녀〉 (Inst.)          |                | 남기상 | 3:05      |